# Metarska konvencija
Konvencija o metru ili Dogovor o metru (francuski Convention du Mètre) je temeljni dokument svjetskoga mjernog jedinstva. Potpisali su ga 20. svibnja 1875. predstavnici 17 zemalja, među njima i ondašnja Austro-Ugarska, u čijem je sastavu tada bila Hrvatska. Do danas je Dogovor o metru potpisalo pedesetak zemalja, među njima one gospodarski najrazvijenije, pa je zato on polazište međunarodne normizacije u razmjeni dobara, usluga i informacija. Dogovorom je osnovan Međunarodni ured za mjere i utege (BIPM) sa sjedištem u dvorcu Pavillon de Breteuil u Sèvresu kraj Pariza. Uredom upravlja Međunarodni odbor za utege i mjere (CIPM), koji imenuje Opća konferencija za utege i mjere (CGPM), sastavljena od izaslanika svih zemalja potpisnica Dogovora. Ured je vrhunsko međunarodno znanstveno mjeriteljsko središte, u kojem se nalaze mnogi laboratoriji. Glavne su mu zadaće izradba, uspoređivanje i čuvanje međunardonih pramjera i njihovih kopija, uspoređivanje nacionalnih pramjera, etalona i određivanje fizikalnih stalnica. U njegovu se trezoru čuvaju međunarodni prametar (samo od povijesne važnosti) te i danas važeći međunarodni prakilogram. Dogovorom je međunarodno prihvaćen Metarski sustav jedinica, nastao u Francuskoj 1795. iz kojega se razvio današnji Međunarodni sustav mjernih jedinica (SI), prihvaćen 1960., koji je polazište suvremenoga međunarodnoga mjernog jedinstva. Sastavni dio Metarske konvencije je Pravilnik, koji određuje odnos između članica potpisnica, način rada Glavne skupštine, te određuje ovlaštenja Međunarodnog odbora koji nadgleda rad Međunarodnog ureda za mjere i utege sa sjedištem u Parizu.
Metar je prvotno određen 1795. kao temeljna jedinica francuskog mjernog sustava, i to tako da je, u nastojanju da se osloni na prirodnu mjeru, bio definiran kao 40-milijunti dio duljine meridijana. Prve su dvije pramjere metra (takozvani prametri) načinjene 1799. i pohranjene zajedno s pramjerama kilograma (takozvani prakilogrami), jedan par u Arhivu Francuske Republike, a drugi u Nacionalnom institutu. Francuski se mjerni sustav tijekom 19. stoljeća proširio u druge zemlje, pa je 1875. prva skupina zemalja prihvatila Dogovor o metru, na temelju kojega je izrađen međunarodni prametar, koji je 1889. pohranjen u Međunarodnom uredu za utege i mjere u Sèvresu kraj Pariza. Od 1960. metar je bio određen valnom duljinom određenoga elektromagnetskoga zračenja, a od 1983. određen je brzinom svjetlosti, kao jednom od temeljnih prirodnih konstanti (c0 = 299 792 458 m/s). Zbog toga je metar definiran kao duljina puta koju svjetlost prijeđe u zrakopraznom prostoru (vakuum) za vrijeme 299 792 458-og dijela sekunde. Na metru i kilogramu osnivao se Metarski sustav jedinica, iz kojega se razvio današnji Međunarodni sustav mjernih jedinica.

## Vanjske poveznice
- Konvencija o metru